# حي الحسين
حي الحسين أحد أحياء محافظة الزرقاء في الأردن يتبع إداريا  للواء القصبة ومساحته 1,5 كم ويبلغ عدد سكانه حوالي 9 الآف نسمة.

## الموقع
يقع حي الحسين غرب محافظة الزرقاء على بعد 1,7 كم من وسط مدينة الزرقاء ويحده من الشمال حي معصوم ومن الجنوب حي النزهة.

## أهم المعالم
- مسجد الحسين بن علي ومسجد الحاجة عفيفة أيضا.
- مدرسة عائشة القرطبية للبنات.
- البريد